# Amtsgericht Frohburg

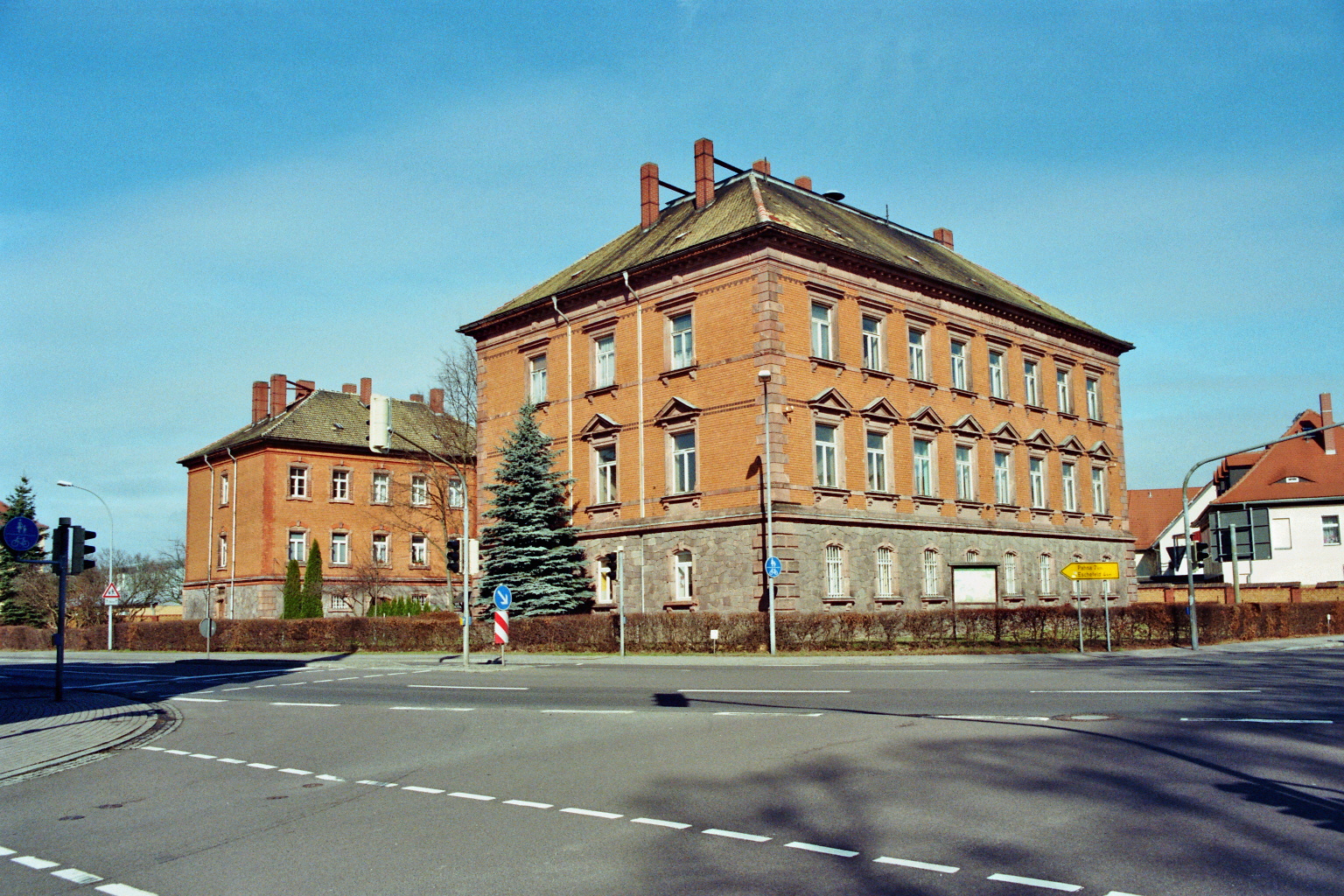
Ehem. Amtsgericht Frohburg (2009)

Das Amtsgericht Frohburg war von 1879 bis 1943 ein Gericht der ordentlichen Gerichtsbarkeit und eines von 15 Amtsgerichten im Sprengel des Landgerichtes Leipzig mit Sitz in Frohburg.

## Geschichte
Von 1855 bis 1879 bestand in Frohburg das Gerichtsamt Frohburg als erstinstanzliches Gericht. Mit den Reichsjustizgesetzen wurde dieses Gericht aufgelöst und das Amtsgericht Frohburg als Nachfolger des Gerichtsamtes eingerichtet. Das Amtsgericht Frohburg war eines von 15 Amtsgerichten im Bezirk des Landgerichtes Leipzig. Der Amtsgerichtsbezirk umfasste anfangs 8900 Einwohner. Das Gericht hatte damals eine Richterstelle und war das drittkleinste im Landgerichtsbezirk. Der Amtsgerichtsbezirk umfasste Frohburg mit Röthigen und Steinbruchshäusern, Altmörbitz, Benndorf, Bocka (sächsischer Anteil), Bubendorf, Dolsenhain, Eschefeld, Gnandstein, Greifenhain, Kleinschefeld, Kohren, Nenkersdorf, Neuhof, Pflug, Roda, Rüdigsdorf, Sahlis, Streitwald mit Jägerhaus, Terpitz, Walditz, Wolftitz mit Abthäusern und Wüstenhain.
Im Jahre 1943 wurde das Amtsgericht Frohburg kriegsbedingt stillgelegt, und das Amtsgericht Borna übernahm dessen Sprengel. Nach dem Krieg wurde das Amtsgericht Frohburg nicht wieder errichtet.

## Gerichtsgebäude
Das Amtsgericht Frohburg übernahm zunächst das Gebäude des Gerichtsamtes Frohburg aus der Zeit um 1856 (Dr.-Zamenhof-Straße 13). Der	stattliche, straßenbildprägende Bau hat zwei Geschosse, Bruchsteinmauerwerk, Fenstergewände aus Sandstein, flachen Mittelrisalit und neun Achsen. Es steht unter Denkmalschutz.
Im Jahre 1894 wurde das neue Gerichtsgebäude errichtet. Es handelt sich um eine zwei Gebäude mit Klinkerfassade in historistischen Formen, Naturstein- und Klinkergliederungen, schmiedeeiserne Toranlage mit Natursteinpfosten. Als Zeugnis der Entwicklung der sächsischen Gerichtsbarkeit und landesgeschichtlicher, ortsgeschichtlicher und baugeschichtlicher Bedeutung steht das Gebäude unter Denkmalschutz.